# Hondryches gueneei
Hondryches gueneei là một loài bướm đêm trong họ Noctuidae.